# Білл Олещук
Білл Олещук (англ. Bill Oleschuk, нар. 20 липня 1955, Едмонтон) — колишній канадський хокеїст, що грав на позиції воротаря.

## Ігрова кар'єра
Професійну хокейну кар'єру розпочав 1975 року.
1975 року був обраний на драфті НХЛ під 110-м загальним номером командою «Канзас-Сіті Скаутс». 
Протягом професійної клубної ігрової кар'єри, що тривала 10 років, захищав кольори команд «Канзас-Сіті Скаутс» та «Колорадо Рокіз».